# HOXC9
HOXC9 (англ. Homeobox C9) – білок, який кодується однойменним геном, розташованим у людей на короткому плечі 12-ї хромосоми. Довжина поліпептидного ланцюга білка становить 260 амінокислот, а молекулярна маса — 29 248.
| 10         |  | 20         |  | 30         |  | 40         |  | 50         |
| ---------- |  | ---------- |  | ---------- |  | ---------- |  | ---------- |
| MSATGPISNY |  | YVDSLISHDN |  | EDLLASRFPA |  | TGAHPAAARP |  | SGLVPDCSDF |
| PSCSFAPKPA |  | VFSTSWAPVP |  | SQSSVVYHPY |  | GPQPHLGADT |  | RYMRTWLEPL |
| SGAVSFPSFP |  | AGGRHYALKP |  | DAYPGRRADC |  | GPGEGRSYPD |  | YMYGSPGELR |
| DRAPQTLPSP |  | EADALAGSKH |  | KEEKADLDPS |  | NPVANWIHAR |  | STRKKRCPYT |
| KYQTLELEKE |  | FLFNMYLTRD |  | RRYEVARVLN |  | LTERQVKIWF |  | QNRRMKMKKM |
| NKEKTDKEQS |  |            |  |            |  |            |  |            |

A: Аланін

C: Цистеїн

D: Аспарагінова кислота

E: Глутамінова кислота

F: Фенілаланін

G: Гліцин

H: Гістидин

I: Ізолейцин

K: Лізин

L: Лейцин

M: Метіонін

N: Аспарагін

P: Пролін

Q: Глутамін

R: Аргінін

S: Серин

T: Треонін

V: Валін

W: Триптофан

Кодований геном білок за функціями належить до білків розвитку, фосфопротеїнів. 
Задіяний у таких біологічних процесах, як транскрипція, регуляція транскрипції. 
Білок має сайт для зв'язування з ДНК. 
Локалізований у ядрі.